# Terraria
Terraria — компьютерная игра в жанре приключенческой песочницы, разработанная американской студией Re-Logic. Была выпущена в 2011 году для компьютеров Microsoft Windows с распространением через систему цифровой дистрибуции Steam. После выхода Terraria была портирована на другие операционные системы для персональных компьютеров и мобильных устройств, а также на игровые приставки. Компания Codeglue издала игру для мобильных устройств, а 505 Games, Spike Chunsoft и Pipeworks — для игровых приставок. Студия Spike Chunsoft локализировала игру в Японии, Headup Games — в Германии.
Игра, разработанная с использованием набора инструментов Microsoft XNA, даёт в распоряжение игрока процедурно генерируемый и изменяемый двухмерный мир. Помимо добычи ресурсов и строительства сооружений, в игровом процессе Terraria также уделяется внимание исследованию мира, поиску сокровищ и сражениям с противниками.
Terraria получила множество положительных оценок игровой прессы. Рецензенты похвалили реиграбельность, большое количество предметов и существ, делающее исследование игрового мира ещё интереснее. Кроме того, они одобрили двухмерную графику, сходную с компьютерными играми времён 16-разрядной игровой приставки SNES, и стилизованный под чиптюн саундтрек. Игровые издания часто сравнивали игровой процесс Terraria с Minecraft. Terraria добилась огромного коммерческого успеха: по состоянию на 2024 год на всех платформах было продано свыше 58 миллионов копий. В 2013 году Эндрю Спинкс заявил, что планирует выпустить сиквел — Terraria 2. В 2015 году Re-Logic анонсировала спин-офф Terraria: Otherworld, однако в 2018 году игра была отменена.

## Игровой процесс

### Игровой мир

Демонстрация искусственных сооружений в снежном биоме, а также игровых и неигровых персонажей

Перед началом игры игрок должен создать персонажа и задать его внешность с помощью ряда настроек, а затем ― указать параметры для процедурной генерации мира: его размер, сид, режим игры и мировое зло («Порча» (англ. The Corruption) или «Багрянец» (англ. The Crimson)).  Далее генерируется мир заданного игроком размера, содержащий множество различных биомов и объектов — подземелий, врагов, ловушек, сундуков с сокровищами, подземных джунглей и парящих в воздухе островов.
Персонаж появляется в процедурно сгенерированном игровом мире. Сам мир имеет закономерности, например, по краям мира расположен океан, биом джунглей расположен всегда напротив снежного биома и так далее. Персонаж появляется с тремя медными инструментами: киркой, коротким мечом и топором. Инвентарь персонажа разделён на специальные группы слотов для каждых типов предметов: брони, аксессуаров, боеприпасов и прочих. Изначально количество очков здоровья и маны ограничено (100 очков здоровья и 20 маны) — эти показатели игрок может увеличить, если найдёт в мире спрятанные «хрустальные сердца» (англ. Crystal Heart) и создаст «кристаллы маны» (англ. Mana Crystal). В недрах земли есть полезные ископаемые, которые реже встречаются на поверхности, и различные сооружения, отличающиеся друг от друга противниками и ресурсами. Предметы можно найти в сундуках или получить после убийства существ. Для рубки деревьев нужен топор, или молотопор, а для добычи полезных ископаемых и камня — кирка или бур. Некоторые ресурсы возобновляемы: например, при рубке деревьев добываются жёлуди, с помощью которых можно вырастить новый лес на прежнем месте.
Игрок может взять добытые ресурсы для создания новых предметов и экипировки с помощью рецептов, используя специальные объекты — верстаки, печи для переплавки руды и другие. Такие простые объекты, как факелы, можно изготовить без верстака; металлические слитки получаются при переплавке руды в печи. Для создания многих предметов нужно проделать несколько операций, где изделие, созданное с помощью одного рецепта, будет использоваться как ингредиент для другого. В начале игры нужно создать своё жилище — безопасное здание, где игровой персонаж был бы защищён от нападений врагов. После выполнения таких целей, как победа над боссом или нахождение каких-либо предметов, в построенных игроком зданиях могут появиться неигровые персонажи — например, торговец, медсестра или волшебник. Некоторых неигровых персонажей можно найти в других местах игрового мира. При контакте с неигровыми персонажами можно покупать и продавать различные предметы за монеты, также можно купить различные услуги. Кроме этого, монеты можно получить при убийстве противников и нахождении сокровищ.

### Ведение боя
Игрок может столкнуться с различными противниками, причём появление тех или иных врагов зависит от времени суток, местоположения игрового персонажа, случайных событий, взаимодействия игрока с игровым миром и тому подобного: так, днём чаще всего встречаются слизни, а ночью — зомби и демонические глаза. В начале игры у персонажа есть медный короткий меч для защиты от монстров, в дальнейшем игрок может найти или создать оружие самых разных видов: мечи, луки, огнестрельное оружие, магические книги и скипетры и тому подобное. На поздних этапах игры персонажу можно выбрать определённый класс, более эффективно использующий то или иное вооружение и доспехи — в зависимости от класса персонаж может наиболее эффективно сражаться с врагами в ближнем бою, расстреливать издали из ружья или лука, использовать магию или призывать дружественных существ, сражающихся на его стороне. С некоторой вероятностью ночью может появиться «Кровавая луна» (англ. Blood Moon) — событие, при котором появляется множество врагов, способных не только атаковать игрового персонажа на открытой местности, но и врываться в сооружения. Игрок может призывать боссов, из которых можно добыть редкие предметы, трофеи и монеты. Босс может появиться в игре при использовании определённого предмета, разрушения особых блоков или же случайным образом после выполнения каких-либо определённых условий.
В каждом биоме обитает уникальный набор существ, отличающихся не только внешним видом, но и ведением боя. По мере развития персонажа, игрок сталкивается с различными боссами, по типу «Глаза Ктулху» (англ. Eye Of Cthulhu), «Скелетрона» (англ. Skeletron), и «Пожирателя миров» (англ. Eater of Worlds). Игрок может отправиться в подземные пещеры, простирающиеся до самой Преисподней, призвать и победить босса «Стена Плоти» (англ. Wall of Flesh), чтобы игра перешла в «сложный режим» (англ. Hardmode), который добавляет множество новых и усиленных версий существующих противников, а также неигровых персонажей, боссов, полезных ископаемых и предметов. После этого игрок может сразиться с другими боссами, в том числе «Плантерой» (англ. Plantera), «Големом» (англ. Golem) и «Лунным Лордом» (англ. Moon Lord), финальным и самым сложным боссом игры. Также с версией 1.4 появилось два новых босса: «Королева слизней» (англ. Queen Slime) и «Императрица света» (англ. Empress of Light).

### Режимы игры
В игре есть «режим эксперта» (англ. Expert Mode), который можно выбрать при генерации игрового мира. Режим эксперта изменяет атрибуты игрового процесса: например, повышает сложность игры, удваивает очки здоровья и силу атаки противников, увеличивает прочность слабых существ в сложном режиме, даёт боссам новые виды атак и так далее. Хотя противники в этом режиме опаснее, но и броня даёт большую защиту, чем в обычном режиме. В режиме эксперта увеличен шанс добычи редких предметов при убийстве существ, а также добавлены уникальные предметы, которые можно получить при убийстве боссов. В обновлении Journey’s End появились ещё два режима — «режим мастера» (англ. Master Mode), ещё более сложный по сравнению с режимом эксперта, и «режим приключения» (англ. Journey Mode), позволяющий игроку самому регулировать сложность.
В Terraria игровой мир можно сделать доступным для совместной игры с друзьями через Интернет. Для присоединения они должны ввести IP-адреса и порта. На PlayStation 3 и Xbox 360 есть режимы для двух и четырёх игроков, в которых экран монитора разделён на подходящее количество областей. На PlayStation Vita есть сетевая игра для восьми игроков. На Nintendo 3DS и Wii U доступна игра для двух и четырёх игроков с разделением экрана монитора, и для восьми игроков в сетевой игре. В Terraria есть режимы «игрок против игрока» (англ. PvP, Player versus Player), в котором игроки или команды ведут бой между собой, и «захват драгоценных камней» (англ. Capture the Gem), схожий с захватом флага — командам нужно создавать большие кристаллы и изымать их друг у друга.
Для Terraria есть разработанные сообществом модификации.

## Разработка и выпуск

### Персональные компьютеры
| Системные требования       | Системные требования                                                                     | Системные требования                                                                    |
| -------------------------- | ---------------------------------------------------------------------------------------- | --------------------------------------------------------------------------------------- |
|                            | Минимальные                                                                              | Рекомендуемые                                                                           |
| Windows                    |                                                                                          |                                                                                         |
| ОС                         | Windows XP, Vista, 7                                                                     | Windows 7, 8/8.1, 10                                                                    |
| ЦПУ                        | 1,6 ГГц (одноядерный)                                                                    | 3,0 Ггц (двухъядерный)                                                                  |
| Объём ОЗУ                  | 512 МБ                                                                                   | 4 ГБ                                                                                    |
| Место на диске             | 200 МБ                                                                                   | 200 МБ                                                                                  |
| Видеокарта                 | Direct3D 9.0c-совместимая видеокарта со 128 МБ видеопамяти и поддержкой Pixel Shader 1.1 | Direct3D 9.0c-совместимая видеокарта с 256 МБ видеопамяти и поддержкой Pixel Shader 2.0 |
| Звуковая плата             | DirectX 9.0c-совместимая звуковая карта и выше                                           | DirectX 9.0c-совместимая звуковая карта и выше                                          |
| Mac OS X / SteamOS + Linux |                                                                                          |                                                                                         |
| ОС                         | OSX 10.9.5, 10.10 / Ubuntu 14.04 LTS                                                     | OSX 10.9.5, 10.10 / Ubuntu 14.04 LTS                                                    |
| ЦПУ                        | 2,0 Ггц (одноядерный)                                                                    | 3,0 Ггц (двухъядерный)                                                                  |
| Объём ОЗУ                  | 2,5 ГБ                                                                                   | 4 ГБ                                                                                    |
| Место на диске             | 200 МБ                                                                                   | 200 МБ                                                                                  |
| Видеокарта                 | OpenGL 3.0-совместимая видеокарта со 128 МБ видеопамяти и поддержкой расширений ARB 2.1  | OpenGL 3.0-совместимая видеокарта с 256 МБ видеопамяти и поддержкой расширений ARB 2.1  |

Частная компания Re-Logic, основанная Эндрю Спинксом и Финном Брайсом, разработала и издала Terraria. Спинкс начал работу над игрой в январе 2011 года. Для создания игры использовался набор инструментов Microsoft XNA. Изначально сотрудниками Re-Logic были Эндрю Спинкс, который разработал и запрограммировал игру, Финн Брайс, сделавший вместе со Спинксом графический дизайн, и Джереми Герретт, оказавший связи с общественностью на этапе разработки. Однако после выхода Terraria, Re-Logic покинули Финн Брайс, который ныне разрабатывает Starbound, и Джереми Герретт.
Саундтрек, стилизованный под чиптюн, и звуковые эффекты создал Скотт Ллойд Шелли в своей студии Resonance Array. Композитор использовал стереофонию, позволяющая игроку определить, с какой стороны от экрана монитора доносится звук. Terraria была анонсирована 18 апреля 2011 года — Re-Logic опубликовала видеоролик на YouTube, в котором демонстрируется игровой процесс. Игра была выпущена 16 мая 2011 года, через систему цифровой дистрибуции Steam, для компьютеров на платформе Microsoft Windows.
После выхода Terraria, разработка игры не прекратилась — Re-Logic до сих пор выпускает обновления, которые дополняют нынешний контент и исправляют различные ошибки. 1 декабря 2011 года было выпущено крупное обновление 1.1, главным нововведением которого стал «сложный режим», а также были исправлены ошибки процедурной генерации игрового мира и улучшено динамическое освещение. 21 февраля 2012 года разработчики заявили, что не будут продолжать активную разработку игры, но позже выпустили окончательное обновление, которое исправило ошибки. Эндрю Спинкс заявил, что хочет улучшить свои навыки программиста и геймдизайнера вне разработки Terraria, и применить их в другом проекте. Однако 23 января 2013 года Re-Logic вновь стала разрабатывать Terraria, когда Эндрю Спинкс попросил у сообщества придумать новые идеи для их реализации в будущих обновлениях.
3 апреля 2013 года в преддверии выпуска обновления 1.2 Эндрю Спинкс опубликовал изображения новых биомов и естественных структур. В его разработке принял участие геймдизайнер и художник Джим Томми Мюре — по его заявлению, он ответственен за обновление спрайтов. Изначально выход был намечен на июль, но позже он был перенесён на октябрь 2013 года. Спустя девять месяцев разработки, 1 октября 2013 года, Re-Logic выпустила обновление 1.2, которое изменило почти каждую деталь Terraria. 3 октября 2013 года, в ходе интервью Rock, Paper, Shotgun с Эндрю Спинксом, был анонсирован сиквел — Terraria 2. Спинкс заявил, что в нём он желает получить бесконечные игровые миры, в которых игрок сможет путешествовать неограниченно. Позже было выпущено тематическое обновление, посвящённое хэллоуину и рождеству. 2 октября 2014 года Terraria была выпущена в сервисе GOG.com без использования DRM.
26 июня 2015 года было выпущено крупное обновление 1.3, значительно дополняющее существующий контент. Разработчики учли неудобное подключение к сетевой игре, и они с этом обновлением добавили новые сетевые режимы. 23 июля 2015 года Terraria была выпущена для операционных систем macOS и Linux. 6 сентября 2016 года вышла версия 1.3.3, главным нововведением которой стало улучшение визуальных эффектов от снегопада и добавление песчаной бури.
Летом 2019 года разработчики объявили, что обновление 1.4 с подзаголовком Journey’s End (с англ. — «Конец путешествия») станет последним крупным обновлением для игры — после него Re-Logic будет выпускать только мелкие исправления. Обновление 1.4 должно добавить в игру 800 новых предметов, новых противников и боссов, улучшенную систему смены погоды и новую систему генерации игрового мира, новый уровень сложности, а также мини-игру в гольф.

### «Обмен контентом» с другими играми
В ноябре 2016 года Re-Logic и Trendy Entertainment — разработчик Dungeon Defenders II, игры в жанре Tower Defense, объявили о «кроссовере» — взаимном обмене контентом: в Terraria появились персонажи, противники и предметы из Dungeon Defenders II, в том числе особое событие, напоминающее Tower Defense; и наоборот, в Dungeon Defenders II был внесён контент из Terraria — например, персонаж Дриада. Согласно опубликованному разработчиками описанию, между мирами двух игр открылся «межпространственный портал». Контент из Dungeon Defenders II был добавлен в Terraria с обновлением 1.3.4, выпущенным 14 ноября 2016 года.
В 2021 году для Terraria и симулятора выживания Don’t Starve Together от студии Klei Entertainment вышло ещё одно кроссовер-обновление An Eye for an Eye. Как и в предыдущем кроссовере с Dungeon Defenders II, игры «обменялись» контентом — в Terraria были добавлены шейдеры освещения и «секретный» ключ для генерации мира в духе Don't Starve Together с «губительной» темнотой и системой голода; тематические предметы, питомцы и призывы, а также босс Циклоп-олень, с которым можно сразиться в снежном биоме.

### Другие платформы
В сентябре 2012 года Эндрю Спинкс заявил, что студии Engine Software и 505 Games будут портировать игру на игровые приставки Xbox 360 и PlayStation 3, но у 505 Games не было прав на обновление версии для персональных компьютеров. 26 марта 2013 года Terraria была выпущена на PlayStation 3 в Северной Америке, 15 мая 2013 года в Европе и Австралии, и 23 мая 2013 года в Японии. 27 марта 2013 года игра была вышла для Xbox 360. Terraria для PlayStation Vita была выпущена 11 декабря 2013 года в Европе и 17 декабря 2013 года в Северной Америке. Студия Spike Chunsoft локализировала Terraria на PlayStation 3 и PlayStation Vita в Японии — эта версия включала эксклюзивные предметы, такие как костюм Монокумы из Danganronpa: Trigger Happy Havoc. 11 ноября 2014 года Terraria стала доступной для игроков PlayStation 4 и 14 ноября 2014 года на Xbox One. 10 декабря 2015 была портирована на Nintendo 3DS, 9 июня 2016 года для Wii U в Европе и 15 июня 2016 года в Северной Америке. Версия для Nintendo Switch была выпущена 27 июня 2019 года.
Голландская студия Codeglue портировала Terraria на мобильные платформы: 29 августа 2013 года была выпущена версия для iOS, 13 сентября 2013 года для Android и 12 сентября 2014 года для Windows Phone. В 2014 году обновление 1.2 было портировано на консольные и мобильные платформы. 25 июля 2016 года 505 Games заявила, что обновление 1.3 не будет портировано на Xbox 360, PlayStation 3 и PlayStation Vita, ссылаясь на проблемы с производительностью игровых приставок. Помимо этого было объявлено, что студии Engine Software и Codeglue больше не будут работать над консольными и мобильными изданиями, поскольку новая студия Pipeworks возьмёт на себя ответственность за эту разработку. В феврале 2021 года Эндрю Спинкс объявил об отмене находившейся в разработке версии для Stadia, облачного игрового потокового сервиса компании Google; за три недели до этого Google, ссылаясь на некое «нарушение условий использования», заблокировала учётную запись Re-Logic на YouTube и личную учётную запись Спинкса во всех своих сервисах, включая YouTube, Gmail и Google Play. Отмену этой версии игры Спинкс объяснил нежеланием дальше работать «с компанией, которая совсем не ценит своих клиентов и партнёров»; впрочем, в том же месяце Google разблокировала учётные записи, и Спинкс объявил, что выход Terraria для Stadia всё-таки состоится.

## Саундтрек
В Terraria есть музыкальное сопровождение, написанное Скоттом Ллойдом Шелли, которое меняется в зависимости от текущих условий в игре. Каждая музыкальная композиция сопровождается тем или иным событием: например, переходит в угнетающий тон, когда игрок будет в искажении или в подземных пещерах, а при призыве босса становится мрачной. Как и графический дизайн, саундтрек стилизован под 16-битные компьютерные игры. Днём музыка играет дружелюбно, в то время как ночью она жуткая — появляется ощущение, что игроку нужно добраться до безопасности, прежде чем противники успеют догнать.
Первый комплект саундтрека был выпущен 1 ноября 2011 года в музыкальном сервисе Bandcamp, второй 28 сентября 2013 года, а третий — 7 октября 2015 года. Саундтрек в Steam, отдельный от Terraria, был выпущен 13 октября 2015 года.
Вся музыка написана Скоттом Ллойдом Шелли.
| №   | Название                 | Длительность |
| --- | ------------------------ | ------------ |
| 1.  | «Overworld Day»          | 2:17         |
| 2.  | «Eerie»                  | 2:41         |
| 3.  | «Overworld Night»        | 2:00         |
| 4.  | «Title Screen»           | 1:19         |
| 5.  | «Underground»            | 2:59         |
| 6.  | «Boss 1»                 | 2:16         |
| 7.  | «Jungle»                 | 2:44         |
| 8.  | «Corruption»             | 2:37         |
| 9.  | «Underground Corruption» | 2:22         |
| 10. | «The Hallow»             | 2:06         |
| 11. | «Boss 2»                 | 2:00         |
| 12. | «Underground Hallow»     | 2:55         |
| 13. | «Boss 3»                 | 1:50         |

| №   | Название        | Длительность |
| --- | --------------- | ------------ |
| 1.  | «Ocean»         | 1:28         |
| 2.  | «Eclipse»       | 1:36         |
| 3.  | «Rain»          | 1:36         |
| 4.  | «Alternate Day» | 1:40         |
| 5.  | «Space»         | 1:35         |
| 6.  | «Golem»         | 1:28         |
| 7.  | «Mushrooms»     | 1:16         |
| 8.  | «Crimson»       | 2:07         |
| 9.  | «Lihzahrd»      | 1:37         |
| 10. | «Ice»           | 1:34         |
| 11. | «Plantera»      | 1:16         |
| 12. | «Dungeon»       | 1:40         |
| 13. | «Lunar Boss»    | 1:27         |

| №   | Название                | Длительность |
| --- | ----------------------- | ------------ |
| 1.  | «Alternate Underground» | 1:12         |
| 2.  | «Underground Crimson»   | 2:41         |
| 3.  | «Goblin Army»           | 1:45         |
| 4.  | «Underworld»            | 2:10         |
| 5.  | «Pirate Invasion»       | 1:50         |
| 6.  | «Pumpkin Moon»          | 1:26         |
| 7.  | «Frost Moon»            | 1:08         |
| 8.  | «Martian Madness»       | 1:41         |
| 9.  | «Lunar Towers»          | 1:27         |
| 10. | «Moon Lord»             | 1:53         |

## Отзывы и продажи
| Сводный рейтинг       | Сводный рейтинг                                         |
| Агрегатор             | Оценка                                                  |
| --------------------- | ------------------------------------------------------- |
| GameRankings          | PC: 83,87 % PS Vita: 84,33 % X360: 81,07 % PS3: 78,70 % |
| Metacritic            | 83 / 100 (29 обзоров)                                   |
| MobyRank              | 84 / 100                                                |
| Иноязычные издания    |                                                         |
| Издание               | Оценка                                                  |
| AllGame               | [ 96 ]                                                  |
| Destructoid           | 8 / 10                                                  |
| EGM                   | 8,0 / 10                                                |
| Eurogamer             | 9 / 10                                                  |
| GamePro               | [ 100 ]                                                 |
| GameRevolution        | [ 101 ]                                                 |
| GameSpot              | 9 / 10                                                  |
| GamesRadar+           | [ 103 ]                                                 |
| GameStar              | 83 / 100                                                |
| GameTrailers          | 8,5 / 10                                                |
| GameZone              | 9 / 10                                                  |
| IGN                   | 9,0 / 10                                                |
| PC Gamer (US)         | 83 / 100                                                |
| Polygon               | 6,5 / 10                                                |
| XboxAddict            | 8,5 / 10                                                |
| Русскоязычные издания |                                                         |
| Издание               | Оценка                                                  |
| Absolute Games        | 86 %                                                    |
| «Домашний ПК»         | [ 111 ]                                                 |
| «Игромания»           | 9,5 / 10                                                |
| «Игры Mail.ru»        | 8,0 / 10                                                |
| StopGame              | похвально                                               |

Согласно сайту-агрегатору Metacritic, Terraria получила преимущественно положительные отзывы. Критики, обозревавшие первую версию игры для Microsoft Windows, отмечали, что в игре нет режима обучения — есть только неигровой персонаж Гид, дающий небольшие подсказки. Таким образом, игрок, ранее не знакомый с Terraria, часто вынужден экспериментировать и сталкиваться с неудачами; тем не менее, разработчики добавили режим обучения в версиях игры для игровых приставок и мобильных платформ. По мнению критиков, наличие неигровых персонажей избавляет Terraria от свойственного подобным играм ощущение одиночества. Также они одобрили саундтрек, который сопровождает игрока на протяжении игры и меняется в зависимости от её текущих условий.
В рецензии Натана Менье, опубликованной сайтом IGN, похвален удобный инвентарь, в котором можно хранить предметы, отличающиеся разнообразием и механикой, и взаимодействовать с ними. Также в рецензии было отмечено, что приятная графика спрайтов в Terraria напоминает времена 16-разрядной игровой приставки SNES. Натан Менье сообщил, что сетевая игра с друзьями или незнакомыми людьми ещё интереснее, чем одиночный режим, а то, что в игре нет сюжета, нельзя счесть за недостаток — наполненная контентом Terraria не даст игроку заскучать. Рецензент Destructoid Джордан Девор считает, что исследование игрового мира становится увлекательнее за счёт случайно генерируемых структур и биомов. Том Макши, обозреватель GameSpot, заявил, что Terraria лишена конкретных целей — это позволит подстроить игровой процесс под предпочтения игрока.
В статье, опубликованной PC Gamer в 2018 году, журналист Люк Уинкль отметил, что контент с момента выхода игры значительно увеличился. Хотя ключевые механики Terraria, с которыми можно ознакомиться с самого начала игры, остаются прежними, игра пополнилась множеством новых предметов, возможностей и занятий, не очевидных новому игроку. Terraria — подобно The Legend of Zelda: Breath of the Wild, Monster Hunter и Dark Souls — устроена так, чтобы игрок находил скрытые возможности и получал удовольствие от новых открытий. Уинкль счёл устаревшими движок игры и слишком лаконичное меню создания предметов, не отображающее игроку каких-либо рецептов или технологического древа — это вынуждает игрока часто сворачивать игру и изучать справочные вики-сайты в Интернете. По мнению Уинкля, поздние версии Terraria и выросшее вокруг игры сообщество могут отпугнуть новичка огромным количеством скрытых предметов и возможностей, жаргоном со множеством неизвестных слов и названий, но игра остаётся всё равно привлекательной и для тех, кто пользуется подобными справочниками, и для тех, кто любит открывать всё самостоятельно.
Terraria завоевала первое место в номинации «Инди-игра 2011 года по выбору игроков» на IndieDB. В первый день выпуска игры было продано 50 000 копий, а количество игроков онлайн составило 17 000. В первые девять дней после выпуска было продано 200 000 копий игры, что сделало её самой продаваемой игрой в Steam в течение первых шести дней, обойдя «Ведьмак 2: Убийцы королей» и Portal 2. За первый месяц было продано около 432 000 копий. Продажи Terraria пересекли отметку в 20 миллионов копий в феврале 2017 года. Летом 2018 года, благодаря уязвимости в защите Steam Web API, стало известно, что точное количество пользователей сервиса Steam, которые играли в игру хотя бы один раз, составляет 13 132 545 человек. К апрелю 2020 года продажи Terraria пересекли отметку в 30,3 миллионов копий; из них 14 миллионов приходились на персональные компьютеры, 8,7 миллиона — на мобильные устройства и 7,6 миллиона на игровые приставки. По состоянию на 2024 год было продано 58,7 миллионов копий игры.

### Сравнение сMinecraft
По мнению журналистов игровых изданий, многие идеи, ранее использованные в Minecraft, хорошо прижились в Terraria: игровой персонаж появляется в процедурно сгенерированном мире, рубит деревья, строит сооружение для защиты от противников и добывает полезные ископаемые. Однако, в этом сравнении, игровой процесс Terraria концентрирует внимание на приключении, а Minecraft — на строительстве и исследовании. В отличие от Minecraft, в Terraria для создания предметов не нужно располагать ингредиенты в строгом порядке, достаточно лишь нажать по создаваемому предмету, и нужные ингредиенты сами будут использованы. Рецензент Videogame назвал Terraria интерпретацией концепции и механики Minecraft в двухмерном мире, в которой также есть свобода действий для реализации творческих идей. Новостные издания сравнивали исследовательски-приключенческий стиль Terraria с Metroid и Minecraft, отмечая, что у них разные игровые механики.
Несмотря на наличие двухмерной, а не трёхмерной графики, Terraria была описана как клон Minecraft различными СМИ. Рецензент Kotaku считает, что Minecraft вдохновил на целый ряд новых игр, назвав Terraria хорошим клоном; Ars Technica отметил, что Terraria появилась благодаря успеху Minecraft; indieGames написал, что Terraria взяла корни Minecraft и добавила свои идеи.

## Terraria: Otherworld
16 февраля 2015 года Re-Logic анонсировала спин-офф игры — Terraria: Otherworld, который должен был выйти не позже того же года. В нём игроку нужно было очистить игровой мир от искажения, и предполагалось, что для этого нужно было найти «очищающие башни», активировать их, и далее они должны были устранить распространение искажения. В Terraria: Otherworld планировалось реализовать больше стратегии и ролевых элементов, таких как Tower Defense, система навыков и сюжет. В апреле 2017 года Re-Logic объявила, что предыдущий партнёр Engine Software по разработке проекта будет отстранён в пользу новой студии Pipeworks, поскольку разработка игры не сходилась с графиком. 12 апреля 2018 года Re-Logic сообщила об отмене разработки игры, так как студия была недовольна состоянием проекта и не пожелала выпускать его в неготовом виде. В мае 2020 года Эндрю Спинкс заявил на официальном сервере Terraria в Discord, что может опубликовать исходный код Terraria: Otherworld, сделав его открытым, если наберёт «100 тысяч подписей и 15 долларов»; студия Relogic, однако, отказалась подтверждать или опровергать какой-либо возможный исход на случай, если петиция соберёт требуемое количество подписей. Соответствующая петиция на сайте Change.org собрала на 25 августа 2024 года более 123 тысяч подписей.

### Комментарии
1. ↑  мн. число от Terrarium — террариум[11]